# Kasper Davidsen
Kasper Davidsen (Aalborg, 25 januari 2005) is een Deens voetballer die doorgaans als verdedigende middenvelder speelt. In 2023 maakte hij bij Aalborg BK in de Deense beker zijn debuut in het betaalde voetbal. Sinds juli 2025 staat hij onder contract bij het Duitse Holstein Kiel.

## Clubloopbaan

### Aalborg BK
Davidsen begon zijn voetbalcarrière bij Gug Boldklub en sloot zich later aan bij de jeugdopleiding van Aalborg BK. Op 19 februari 2022 debuteerde hij in de onder-19, de hoogste leeftijdscategorie in de Deense jeugdcompetitie. In de thuiswedstrijd tegen de leeftijdsgenoten van Odense BK stond hij direct in de basis. Enkele maanden later, op 21 mei 2022, scoorde hij zijn eerste doelpunt in deze competitie: in de met 1–1 gelijkgespeelde thuiswedstrijd tegen AC Horsens bracht hij zijn ploeg in de 70e minuut op voorsprong. In het seizoen 2022/23 maakte Davidsen als A-junior zijn eerste minuten bij de senioren, in een wedstrijd van het tweede elftal tegen de reserves van Randers FC. Zijn officiële debuut in het eerste elftal volgde op 15 augustus 2023, in de openingsronde van de Deense beker. In de uitwedstrijd tegen het amateurteam van Egen UI werd hij in de 66e minuut ingebracht door trainer Oscar Hiljemark. Kort daarop werd zijn contract in november 2023 tot medio 2026 verlengd.
Tijdens de winterstop van het seizoen 2023/24 werd Davidsen tijdelijk bij de eerste selectie van Aalborg gehaald. Hij speelde onder meer mee in de oefenwedstrijd tegen Randers FC. In de tweede seizoenshelft kwam hij als A-junior tot 115 speelminuten in het eerste elftal: twee keer als invaller en één keer als basisspeler. Aalborg eindigde het seizoen als tweede en promoveerde daarmee naar de Superligaen, het hoogste niveau in Denemarken. In de zomer van 2024 tekende Davidsen een contract tot medio 2028 en maakte hij definitief de overstap naar de hoofdmacht. In het seizoen 2024/25 beleefde Davidsen zijn doorbraak in het Deense profvoetbal. Onder leiding van de Nederlandse trainer Menno van Dam  veroverde hij vanaf de eerste speelronde tegen FC Nordsjælland een vaste plek als verdedigende middenvelder. Gedurende het seizoen kwam hij tot 25 basisplaatsen in competitie- en bekerwedstrijden. Zijn optredens vielen op, en aan het einde van het seizoen maakte hij de overstap naar het Duitse Holstein Kiel.

### Holstein Kiel
In de zomer van 2025 tekende Davidsen een vierjarig contract bij Holstein Kiel, dat hem tot medio 2029 aan de Noord-Duitse club verbond. De 2. Bundesligist betaalde een transfersom van 1,5 miljoen euro voor de twintigjarige middenvelder. Na een voorbereiding waarin hij regelmatig speelminuten kreeg, liet trainer Marcel Rapp hem op 2 augustus debuteren in de openingswedstrijd van het seizoen 2025/26: een uitduel in de 2. Bundesliga tegen SC Paderborn 07 dat met 2-1 werd verloren.

## Clubstatistieken
| Seizoen                        | Club            | Competitie      | Competitie | Competitie | Beker | Beker | Internationaal | Internationaal | Overig | Overig | Totaal | Totaal |
| Seizoen                        | Club            | Competitie      | Wed.       | Dlp.       | Wed.  | Dlp.  | Wed.           | Dlp.           | Wed.   | Dlp.   | Wed.   | Dlp.   |
| ------------------------------ | --------------- | --------------- | ---------- | ---------- | ----- | ----- | -------------- | -------------- | ------ | ------ | ------ | ------ |
| 2021/22                        | Aalborg BK B    | Reserveligaen   | 1*         | 0          | –     | –     | –              | –              | –      | –      | 1      | 0      |
| 2022/23                        | Aalborg BK B    | Reserveligaen   | 4*         | 0          | –     | –     | –              | –              | –      | –      | 4      | 0      |
| 2023/24                        | Aalborg BK B    | Reserveligaen   | 4*         | 0          | –     | –     | –              | –              | –      | –      | 4      | 0      |
| 2023/24                        | Aalborg BK      | NordicBet LIGA  | 3*         | 0          | 1*    | 0     | –              | –              | –      | –      | 4      | 0      |
| 2024/25                        | Aalborg BK      | Superligaen     | 27         | 0          | 3     | 0     | –              | –              | –      | –      | 30     | 0      |
| 2025/26                        | Holstein Kiel   | 2. Bundesliga   | 1          | 0          | 0     | 0     | –              | –              | 0      | 0      | 1      | 0      |
| Carrière totaal                | Carrière totaal | Carrière totaal | 40         | 0          | 4     | 0     | –              | –              | 0      | 0      | 44     | 0      |
| Bijgewerkt tot 2 augustus 2025 |                 |                 |            |            |       |       |                |                |        |        |        |        |

* In de seizoenen 2021/22 tot en met 2023/24 kwam Davidson als A-junior uit voor zowel het eerste als het tweede elftal van Aalborg BK.

## Interlandloopbaan
Davidsen kwam uit voor meerdere Deense jeugdelftallen en speelde in totaal zes jeugdinterlands, allemaal vriendschappelijke wedstrijden, waarin hij niet tot scoren kwam. Tijdens deze wedstrijden stond hij onder meer samen op het veld met Emil Højlund, Valdemar Byskov en Julius Beck.

### Deense jeugdelftallen
Op 9 oktober maakte Davidsen onder bondscoach Kenneth Weber zijn debuut voor Denemarken –16 in een oefeninterland tegen Duitsland. In het met 0-2 gewonnen uitduel kwam hij vlak voor tijd als invaller binnen de lijnen. Kort daarna speelde hij een tweede wedstrijd tegen Duitsland, waarin hij voor het eerst in de basis startte. Pas vier jaar later werd hij opnieuw geselecteerd, ditmaal vier keer voor  Denemarken –20.
| Jeugdinterlands van Kasper Davidsen voor Denemarken () | Jeugdinterlands van Kasper Davidsen voor Denemarken () | Jeugdinterlands van Kasper Davidsen voor Denemarken () | Jeugdinterlands van Kasper Davidsen voor Denemarken () | Jeugdinterlands van Kasper Davidsen voor Denemarken () | Jeugdinterlands van Kasper Davidsen voor Denemarken () |
| №                                                      | Datum                                                  | Wedstrijd                                              | Uitslag                                                | Soort Wedstrijd                                        | Doelpunten                                             |
| Als speler bij Denemarken –16                          | Als speler bij Denemarken –16                          | Als speler bij Denemarken –16                          | Als speler bij Denemarken –16                          | Als speler bij Denemarken –16                          | Als speler bij Denemarken –16                          |
| ------------------------------------------------------ | ------------------------------------------------------ | ------------------------------------------------------ | ------------------------------------------------------ | ------------------------------------------------------ | ------------------------------------------------------ |
| 1.                                                     | 9 oktober 2020                                         | Duitsland – Denemarken                                 | 0 – 2                                                  | Vriendschappelijk                                      |                                                        |
| 2.                                                     | 12 oktober 2020                                        | Duitsland – Denemarken                                 | 5 – 4                                                  | Vriendschappelijk                                      |                                                        |
| Als speler bij Denemarken –20                          |                                                        |                                                        |                                                        |                                                        |                                                        |
| 1.                                                     | 7 september 2024                                       | Zweden – Denemarken                                    | 0 – 1                                                  | Vriendschappelijk                                      |                                                        |
| 2.                                                     | 10 september 2024                                      | Zweden – Denemarken                                    | 1 – 4                                                  | Vriendschappelijk                                      |                                                        |
| 3.                                                     | 16 november 2024                                       | Frankrijk – Denemarken                                 | 1 – 1                                                  | Vriendschappelijk                                      |                                                        |
| 4.                                                     | 19 november 2024                                       | Denemarken – Zuid-Korea                                | 4 – 2                                                  | Vriendschappelijk                                      |                                                        |
| Bijgewerkt tot 2 augustus 2025                         |                                                        |                                                        |                                                        |                                                        |                                                        |